# إبراهيم الحوشان
إبراهيم الحوشان (1954 - 2004)، ممثل ومخرج سعودي.

## حياته
مواليد عام 1954 في الرياض، حاصل على دبلوم معهد التربية الفنية ويعمل مدرس في مدرسة حي الروابي، شارك في العديد من المعارض الفنية الناجحة وعمل مع جمعية الثقافة والفنون لفترة زمنية ليست بالقصيرة وهو متعاون مع الإذاعة والتلفزيون وله نشاطات كبيرة في المهرجانات التي تقام في السعودية.

## أعماله

### تمثيل
- 1984: ثلاثة النكد (مسرحية).
- 1978: مقالب من الحياة (مسلسل).

### تأليف
- 2001: حلم الهونقا دونقا (فيلم).

### إخراج
- 2001: حلم الهونقا دونقا (فيلم).

## وفاته
```
توفي في حادث سير في 
29 يونيو
 
2004
.
```